# Lushomo Mweemba
Lushomo Mweemba, née le 10 avril 2001 en Zambie, est une footballeuse internationale zambienne évoluant au poste de milieu de terrain avec les Green Buffaloes.

## Biographie
Elle participe avec l'équipe de Zambie à la Coupe d'Afrique des nations 2018 puis aux Jeux olympiques d'été de 2020.
Lors des Jeux olympiques organisés à Tokyo, elle joue trois matchs, avec pour résultats un nul et une défaite.
En juin 2023, elle est sélectionnée pour disputer la Coupe du monde 2023 en Australie.
Lors de celle-ci, elle inscrit le tout premier but de l'histoire son pays en Coupe du monde contre le Costa Rica. S'imposant 1-3 face à son adversaire, cette victoire permet à la Zambie de gagner son premier match en Coupe du monde.